# 구라쓰키촌
구라쓰키촌(鞍月村)은 이시카와현 이시카와군에 존재했던 촌이다.

## 지리
- 현재 가나자와시 북서부에 위치하고 있으며, 사이가와가와 아사노가와 강에 둘러싸인 평야 지역이다. 가마쿠라 시대 이후 존재했던 구라게츠소(倉月荘, 장원)의 중심지이다.
- 1935년에 가타즈촌. 아와가사키촌. 요네마루촌. 구라쓰키촌, 오노정과 함께 가나자와시에 편입합병되어 가나자와시의 지역이 되었다.

## 연혁
- 1889년 4월 1일 - 정촌제 시행에 의해 6개 촌의 구역을 가지고 구라쓰키촌이 성립하였다.
- 1935년 12월 16일 - 가타즈촌. 아와가사키촌. 요네마루촌. 구라쓰키촌, 오노정이 가나자와시에 편입되었다.

## 참고문헌
- 角川日本地名大辞典 17 石川県 - 角川書店
- 「書府太郎」石川県大百科事典改訂版 - 北國新聞社
- 金沢・町物語 町名の由来と人と事件の四百年 - 能登印刷出版部